# The Dark Dancer
Pour plus de détails, voir Fiche technique et Distribution.
The Dark Dancer est un thriller érotique américain de Robert Burge sorti directement en vidéo en 1995.

## Synopsis
A 17 ans Margaret est victime d'attouchement répétés, mais plus ou moins consentis de par Ramon l'amant de sa mère. Cette dernière le surprenant sur le fait le défigure à coup de couteaux. Des années plus tard Margaret mène une double vie, professeur de sexualité, le jour et stripteaseuse la nuit sous le nom de Miss Xtasy. Lors d'un cours, Ron un étudiant tombe amoureux d'elle et la poursuit de ses assiduités. La police découvre que plusieurs clients du club de striptease ayant dansé avec Margaret ont été assassinés. Margaret a un amant, le docteur Paul Orenstein, qui la trompe avec une de ses collègues. L'apprenant elle finit par céder aux avances de Ron. On découvre alors les cadavres de Paul Orenstein et de sa maîtresse occasionnelle poignardés dans un lit. La police soupçonne Ron et lui tend une souricière : ne répondant pas aux sommations il est abattu. Au moment de refermer le dossier, le lieutenant de police a une intuition, l'assassin était gaucher or Ron ne l'était pas. Pressentant un danger immédiat, il prend sa voiture et vole au secours de Margaret agressée par Ramon qui réapparait des années après.

## Fiche technique
- Réalisation : Robert Burge
- Scénario : Robert Burge, Terry Chambers
- Musique : David Connor
- Photographie : Eric Scott
- Année de sortie : États-Unis : 1995
- Durée : 98 minutes
- Genre : Triller érotique

## Distribution
- Shannon Tweed : Dr. Margaret Simpson / Miss Xtasy
- Jason Carter : Lieutenant de police Alan Hancock
- Lisa Pescia : Carla, la mère de Margaret
- Francesco Quinn : Ramon, l'amant de Carla
- Andrew Prine : Dr. Paul Orenstein, l'amant de Margaret
- Kevin Wickham : Ron, l'étudiant amoureux
- Amy Lindsay : Margaret à 17 ans
- Terri Harrel : Kitty
- Shannon Hennessey : Stacy
- Shannon Supak : une stripteaseuse
- Albert Linton : un journaliste